# 照り焼き

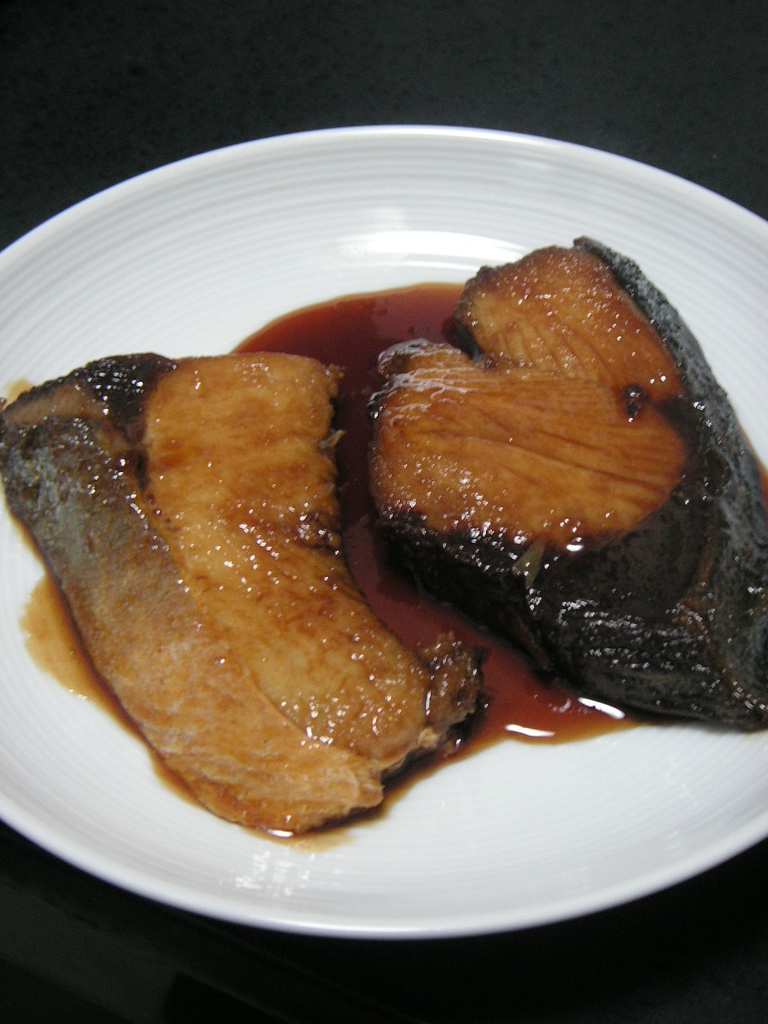
ブリの照り焼き

照り焼き（てりやき）とは、醤油を基本にした甘辛い味のタレを食材に塗りながら焼く日本料理の調理法。または、アメリカ合衆国発祥の、肉を前述のタレに漬け込む料理や焼いた肉に前述のタレをかける料理。

## 概要
タレの糖分により食材の表面が艶を帯び、「照り」が出るのが名前の由来。日本では「タレ」には醤油と味醂を合わせたものが使用されることが多いが、日本以外では味醂はポピュラーな調味料とは言い難いため、砂糖などが使用される。
世界には、もっぱら肉の調理方法として普及しており、「テリヤキソース」は欧米諸国やアジア各国でも販売が行われている。また、調理法も食材にテリヤキソースを塗りながら焼くのではなく、テリヤキソースに肉を漬けこむか、焼いた肉にテリヤキソースをかける。
世界的に見た場合、「醤油を基本にした甘辛い味」のタレという共通点はあるものの、ワイン、ニンニク、ゴマを加えるといったそれぞれの国でそれぞれの国の味覚に合わせたアレンジがされている。

## 日本の照り焼き
日本では従来は魚の調理に使われる技法であり、「ブリの照り焼き」は、日本食の定番料理の1つと言える。ブリ以外にも鯛、鰆、（生の）鮭、マナガツオなどが用いられる。焼き上がりに味醂を刷いて光沢を良くすることを「テリを出す」ということからの命名である。
こんにちでは、「照り焼き」の語からは「テリヤキバーガー」や「鶏肉の照り焼き」をイメージすることも多いが、肉の照り焼きは下記のアメリカ合衆国からの逆輸入である。
日本で肉の照り焼きが一般的になるのは、1973年にモスバーガーから「テリヤキバーガー」が発売されて以降のこととなる。

## アメリカ合衆国のテリヤキ

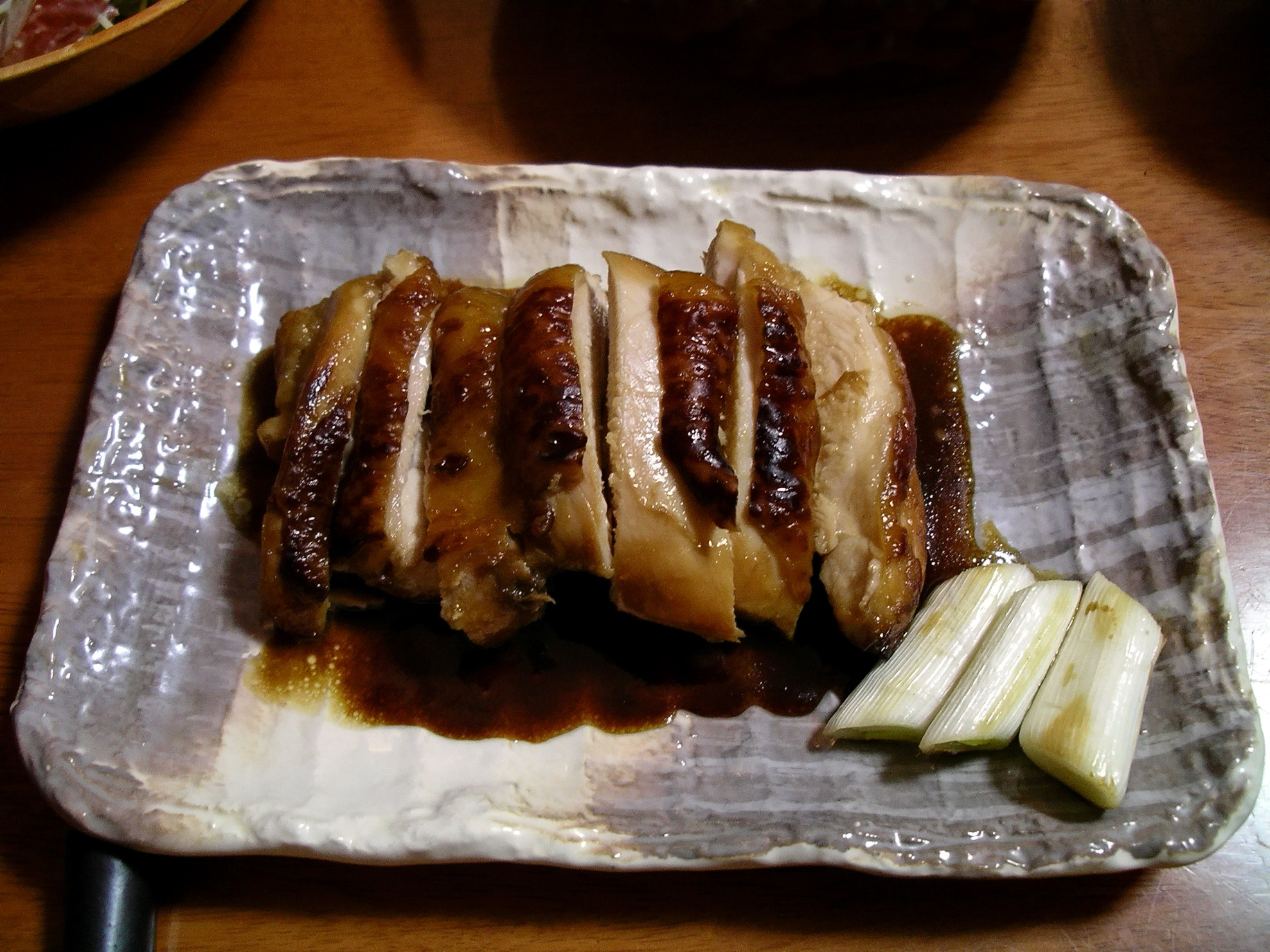
チキン・テリヤキ

1950年代後半になってキッコーマンが北米市場に進出し、醤油の販売拡大を図った。アメリカ合衆国においても日本食向けに醤油を用いるのは当然であったが、キッコーマンはそれでは醤油の普及が広がらないと判断し、アメリカ合衆国では肉食が一般的であることから、肉食と醤油を組み合わせることで、アメリカ合衆国の一般家庭においても醤油を根付かせる戦略を採用する。キッコーマンから「テリヤキソース」がアメリカ合衆国で販売されるのは1967年のことになる。
照り焼きはアメリカ合衆国でも人気があり、"teriyaki"が辞書に載るほど定着している。しかし、アメリカの「teriyaki」とはテリヤキソースを用いて下味付けをしたすべての「料理」を指し、日本の照り焼きのように「調理法」を指すこととはまったく異なっている。
予め食材をテリヤキソースに漬け込んで調理したり、グリルで焼いた肉類にテリヤキソースをかけたりして食する方法が一般的である。このため日本語でこれらの料理を指す場合には「テリヤキ」と片仮名で表記されることが多い。特段に日本料理に傾倒しているレストランでなくても肉類の照り焼き料理を供する所があり、また、スーパーマーケットなどでは瓶詰されたテリヤキソースが販売されている。

### アメリカ合衆国のテリヤキソース
アメリカ合衆国でも日本のように醤油と調味料で調合しタレを作る場合もあるが、ほとんどのレストランや一般家庭では既製品のテリヤキソースを使用する。テリヤキソースには味醂、日本酒など日本独自の調味料は使用されず、頻繁に洋酒、ニンニク、ゴマなど本来の「照り焼きのタレ」と違う原料で製造されている。醤油と砂糖以外には照り焼きのタレとの共通点は少ない。単に甘口のバーベキューソースを指してテリヤキソースと呼ぶ場合もある。
アメリカ合衆国でテリヤキソースが生まれたきっかけは、日本の醤油メーカーキッコーマンが1957年に米国内初の醤油販売を開始したことにある。販売を始めてみたが醤油の使用法が当時のアメリカ人には理解されておらず、まだ日本料理も一般的でなかったため販売が伸び悩んでいた。キッコーマンの日系二世のセールスマン、タム吉永が彼の母親の調理した和食、魚の照り焼きをヒントに、肉料理に合う醤油ベースの料理法「テリヤキ」を発案した。テリヤキソース調理法はキッコーマン主催の料理教室や販売促進用の小冊子などで、アメリカに定着し現在の地位を確立してきた。現在でもアメリカ合衆国で消費される醤油のほとんどは、このテリヤキ調理法に費やされており、純粋な日本料理に消費される醤油の割合は極めて少ない。

## テリヤキバーガー
テリヤキバーガーはテリヤキソースで味付けしたハンバーグを挟んだ日本生まれのハンバーガーであり、マクドナルドの本国のチェーン店では販売されてはいない。しかし、同じくアメリカの大手ハンバーガーチェーン店であるCarl's Jr.（カールスジュニア）では、2007年5月23日より販売しており、メニューとして定着している。テリヤキバーガーの元祖であるモスバーガーは1980年代にアメリカに進出したが、その後撤退している。